# Vjetroelektrana Jelovača
VE Jelovača je vjetroelektrana u BiH, na području općine Tomislavgrada. Izgradnja je počela u srpnju 2018. godine, a puštena je u probni pogon krajem 2018. godine. Investitor je firma F.L. Wind sa sjedištem u Tomislavgradu. Instalirana snaga je 36 MW (18x2 MW), a planirana godišnja proizvodnja od 85,68 GWh.